# Vladimir Arnold
Vladimir Igorevič Arnold (alternativno spelovanje Arnoljd, rus. Влади́мир И́горевич Арно́льд, 12. jun 1937 – 3. jun 2010) bio je sovijetski i ruski matematičar. Iako je najpoznatiji po Kolmogorov–Arnold–Moser teoremi o stabilnosti integrabilnih sistema, on je dao važan doprinos u nekoliko oblasti, uključujući teoriju dinamičkih sistema, algebru, teoriju katastrofe, topologiju, algebarsku geometriju, simplektičku geometriju, diferencijalne jednačine, klasičnu mehaniku, hidrodinamiku i teoriju singularnosti, uključujući postavljanje problema ADE klasifikacije, od svog prvog glavnog rezultata - rešenja Hilbertovog trinaestog problema 1957. u uzrastu od 19 godina. On je osnovao dve nove grane matematike - Kam teoriju i topološku teoriju Galoisa (ovo, sa njegovim učenikom Askoldom Hovanskijem).
Arnold je bio poznat i kao popularizator matematike. Kroz svoja predavanja, seminare i kao autor nekoliko udžbenika (poput poznatih Matematičkih metoda klasične mehanike) i popularnih knjiga iz polja matematike, uticao je na mnoge matematičare i fizičare. Mnoge od njegovih knjiga su prevedene na engleski jezik. Njegovi pogledi na obrazovanje bili su izrazito anti-Burbaki.

## Biografija
Vladimir Igorevič Arnold je rođen 12. juna 1937. godine u Odesi, Sovjetski Savez. Njegov otac bio je Igor Vladimirovič Arnold (1900–1948), matematičar. Njegova majka bila je Nina Alekandrovna Arnold (1909–1986, rođena Isakovič), jevrejska istoričarka umetnosti. Kada je Arnoldu bilo trinaest godina, njegov ujak koji je bio inženjer upoznao ga je sa kalkulusom i pokazao mu kako se to može koristiti za razumevanje niza fizičkih pojava. To je doprinelo podsticanju njegovog interesovanja za matematiku i on je počeo samostalno da proučava matematičke knjige koje su mu ostale od njegovog oca, što je obuhvatalo dela Leonarda Ojlera i Šarla Ermita.
Dok je bio student Andreja Kolmogorova na Moskovskom državnom univerzitetu i još uvek tinejdžer, Arnold je 1957. godine pokazao da se bilo koja kontinuirana funkcija više promenljivih može konstruisati sa konačnim brojem funkcija s dve promenljive, rešavajući tako Hilbertov trinaesti problem. To je Kolmogorov–Arnoldova reprezentaciona teorema.

## Izabrana bibliografija
- 1966: Arnold, Vladimir (1966). „Sur la géométrie différentielle des groupes de Lie de dimension infinie et ses applications à l'hydrodynamique des fluides parfaits”. Annales de l'Institut Fourier. 16: 319—361. doi:10.5802/aif.233.
- 1980: Mathematical Methods of Classical Mechanics, Springer-Verlag,  0-387-96890-3.[8][9]
- 1985: (with S. M. Gusein-Zade & A. N. Varchenko) Singularities of Differentiable Maps, Volume I: The Classification of Critical Points, Caustics and Wave Fronts. Birkhäuser.
- 1988: (with S. M. Gusein-Zade & A. N. Varchenko) Singularities of Differentiable Maps, Volume II: Monodromy and Asymptotics of Integrals. Monographs in Mathematics. Birkhäuser.
- 1988: Geometrical Methods In The Theory Of Ordinary Differential Equations, Springer-Verlag  0-387-96649-8
- 1978; Ordinary Differential Equations, The MIT Press  0-262-51018-9
- 1989: (with A. Avez) Ergodic Problems of Classical Mechanics, Addison-Wesley  0-201-09406-1
- 1990: Huygens and Barrow, Newton and Hooke: Pioneers in mathematical analysis and catastrophe theory from evolvents to quasicrystals, Eric J.F. Primrose translator, Birkhäuser Verlag (1990)  3-7643-2383-3.[10][11][12]
- 1995:Topological Invariants of Plane Curves and Caustics,[13] American Mathematical Society (1994)  978-0-8218-0308-0
- 1999: (with Valentin Afraimovich) Bifurcation Theory And Catastrophe Theory. ISBN 3-540-65379-1.. Springer
- 1998: Russian Math. Surveys. 53 (1): 229—236. Недостаје или је празан параметар |title= (помоћ); |chapter= игнорисан (помоћ) (Russian) Uspekhi Mat. Nauk 53 (1998), no. 1(319), 229–234; translation in .
- 2004: Teoriya Katastrof (Catastrophe Theory,[14] in Russian).  (4th изд.). Недостаје или је празан параметар |title= (помоћ). Moscow, Editorial-URSS (2004),  5-354-00674-0
- 2001: "Tsepniye Drobi" (Continued Fractions, in Russian), Moscow (2001).
- 2007; Yesterday and Long Ago, Springer (2007),  978-3-540-28734-6
- 2004: Vladimir I. Arnold, ур. (15. 11. 2004). Arnold's Problems (2nd изд.). Springer-Verlag. ISBN 978-3-540-20748-1.
- 2014: V. I. Arnold (2014). Mathematical Understanding of Nature: Essays on Amazing Physical Phenomena and Their Understanding by Mathematicians. American Mathematical Society. ISBN 978-1-4704-1701-7.
- Real Algebraic Geometry.
- Lectures on Partial Differential Equations.[15][16]
- 2015: Experimental Mathematics. American Mathematical Society (translated from Russian, 2015).
- 2015: Lectures and Problems: A Gift to Young Mathematicians, American Math Society, (translated from Russian, 2015)
- Arnolʹd, Vladimir Igorevich (1991). The Theory of Singularities and Its Applications (на језику: енглески). Cambridge University Press. ISBN 9780521422802.

### Sabrana dela
- 2009: A. B. Givental; B. A. Khesin; J. E. Marsden; A. N. Varchenko; V. A. Vassilev; O. Ya. Viro; V. M. Zakalyukin (editors). Collected Works, Volume I: Representations of Functions, Celestial Mechanics, and KAM Theory (1957–1965). Springer
- 2013: A. B. Givental; B. A. Khesin; A. N. Varchenko; V. A. Vassilev; O. Ya. Viro; (editors). Collected Works, Volume II: Hydrodynamics, Bifurcation Theory, and Algebraic Geometry (1965–1972). Springer.
- 2016: Givental, A.B., Khesin, B., Sevryuk, M.B., Vassiliev, V.A., Viro, O.Y. (Eds.). Collected Works, Volume III: Singularity Theory 1972–1979. Springer.
- 2018: Givental, A.B., Khesin, B., Sevryuk, M.B., Vassiliev, V.A., Viro, O.Y. (Eds.). Collected Works, Volume IV: Singularities in Symplectic and Contact Geometry 1980–1985. Springer.

## Literatura
- Khesin, Boris; Tabachnikov, Serge (Coordinating Editors). „Tribute to Vladimir Arnold” (PDF). Notices of the American Mathematical Society. 59 (3): 378—399. март 2012.,
- Khesin, Boris; Tabachnikov, Serge (Coordinating Editors). „Memories of Vladimir Arnold” (PDF). Notices of the American Mathematical Society. 59 (4): 482—502. април 2012.,
- Boris A. Khesin; Serge L. Tabachnikov (2014). Arnold: Swimming Against the Tide. American Mathematical Society. ISBN 978-1-4704-1699-7.
- Leonid Polterovich; Inna Scherbak (7. 9. 2011). „V.I. Arnold (1937–2010)”. Jahresbericht der Deutschen Mathematiker-Vereinigung. 113 (4): 185—219. S2CID 122052411. doi:10.1365/s13291-011-0027-6.
- „Features: "Knotted Vortex Lines and Vortex Tubes in Stationary Fluid Flows"; "On Delusive Nodal Sets of Free Oscillations"” (PDF). EMS Newsletter (96): 26—48. jun 2015. ISSN 1027-488X.

## Spoljašnje veze
- Vladimir Arnold на веб-сајту MGP (језик: енглески)